# 719-я пехотная дивизия (вермахт)
719-я пехотная дивизия (нем. 719. Infanterie-Division) — тактическое соединение сухопутных войск вооружённых сил нацистской Германии периода Второй мировой войны. Воевала на Западном фронте.

## История
Создана 3 мая 1941 в 3-м военном округе из солдатов окрестностей Берлина и Потсдама, а также добровольцев из Антверпена и всех Нидерландов. Участвовала в обороне Франции и Бельгии в ходе операции «Оверлорд» как часть 1-й парашютной армии, после многочисленных сражений с союзниками отступила к Антверпену и перешла под контроль 15-й армии, обороняя Маас-Шельде-канал до форта Мерксем. Позднее при отступлении защищала Вонсдрехт и Бреду.
В конце ноября 1944 года вошла в состав 1-й армии и заняла позиции у Отинга и Зарлуи. В марте-апреле 1945 года отступила в Пфальц, а 14 апреля 1945 в составе 19-й армии почти полностью уничтоженная дивизия объединилась с остатками 405-й дивизии на Верхнем Рейне. Все солдаты капитулировали в Мюнсинге перед американскими частями.

## Структура дивизии (по месяцам)
| Дата          | Корпус      | Армия                | Группа армий     | Дислокация                     |
| ------------- | ----------- | -------------------- | ---------------- | ------------------------------ |
| 3 мая 1941    |             |                      | Армия резерва    |                                |
| июнь 1941     |             | Гарнизон Нидерландов |                  | Дордрехт, Нидерланды           |
| июль 1942     | 88-й корпус |                      | Группа армий «D» | Дордрехт, Нидерланды           |
| май 1944      | 88-й корпус |                      | Группа армий «B» | Дордрехт, Нидерланды           |
| сентябрь 1944 | 88-й корпус | 1-я парашютная армия | Группа армий «B» | Антверпен                      |
| октябрь 1944  | 67-й корпус | 15-я армия           | Группа армий «B» | форт Мерксем, Вонсдрехт, Бреда |
| декабрь 1944  | Резерв      | 15-я армия           | Группа армий «B» | Нидерланды                     |
| февраль 1945  | 85-й корпус | 1-я армия            | Группа армий «B» | Отинг, Зарлуи, Саарпфальц      |
| апрель 1945   |             | 19-я армия           |                  | Мюнсинген                      |

## Состав
| 1941                            | 1944                                            |
| ------------------------------- | ----------------------------------------------- |
| - 723-й пехотный полк           | - 723-й пехотный полк                           |
| - 743-й пехотный полк           | - 743-й пехотный полк                           |
|                                 | - 766-й пехотный полк                           |
| - 663-й артиллерийский дивизион | - 1719-й артиллерийский полк                    |
| - 719-я разведывательная рота   |                                                 |
|                                 | - 719-й стрелковый батальон                     |
| - 719-я противотанковая рота    | - 719-й противотанковый артиллерийский дивизион |
| - 719-я сапёрная рота           | - 719-й сапёрный батальон                       |
| - 719-я рота связи              | - 719-й батальон связи                          |
|                                 | - 719-й санитарный батальон                     |
|                                 | - 719-й батальон снабжения                      |

## Командиры дивизии
- Швальбе, Ойген Феликс (30 сентября 1944 – 22 декабря 1944)